# Чарбак (Аксыйский район)
Чарбак (кирг. Чарбак) — село в Аксыйском районе Джалал-Абадской области Кыргызстана. Входит в состав Кашка-Сууского айылного аймака.

## География
Село расположено в южной части области, на правом берегу реки Падыша-Ата, вблизи государственной границы с Узбекистаном, на расстоянии приблизительно 4 километров (по прямой) к северо-западу от города Кербен, административного центра района. Абсолютная высота — 1424 метра над уровнем моря.

## История
Населённый пункт получил статус села 16 августа 2019 года.

## Население
Согласно оценочным данным Национального статистического комитета Кыргызской Республики, численность населения села на начало 2023 года составляла 833 человека.
| год     | 2020 | 2021 | 2023 |
| ------- | ---- | ---- | ---- |
| человек | 870  | 819  | 833  |